# Phytomyptera erotema
Phytomyptera erotema är en tvåvingeart som först beskrevs av Henry J. Reinhard 1958.  Phytomyptera erotema ingår i släktet Phytomyptera och familjen parasitflugor.
Artens utbredningsområde är Virginia. Inga underarter finns listade i Catalogue of Life.